# Шелбивил (Мисури)
Шелбивил (енгл. Shelbyville) град је у америчкој савезној држави Мисури.

## Демографија
По попису из 2010. године број становника је 552, што је 130 (-19,1%) становника мање него 2000. године.
| Група             | 2000.       | 2010.       |
| Белци             | 656 (96,2%) | 538 (97,5%) |
| Афроамериканци    | 3 (0,4%)    | 2 (0,4%)    |
| Азијати           | 5 (0,7%)    | 0 (0,0%)    |
| Хиспаноамериканци | 10 (1,5%)   | 7 (1,3%)    |
| Укупно            | 682         | 552         |